# Hynek Pallas
Hynek Pallas, född 3 augusti 1975 i Prag i dåvarande Tjeckoslovakien, är en svensk filmvetare, filmkritiker och kulturjournalist. 

## Biografi
Hynek Pallas, som kom till  Uppsala vid två års ålder 1977, inledde sin kritikerbana på filmtidskriften Ingmar. Han har medarbetat i Svenska Dagbladet och på filmbloggen Weird Sciencemen skriver numera huvudsakligen på Dagens Nyheters kultursida samt på sin egen blogg.
Pallas var redaktör och reporter på dokumentärserien Bergmans video som sändes i SVT1 hösten 2012. Serien skapades av Pallas tillsammans med journalisterna Jane Magnusson och Fatima Varhos.
Pallas har även skrivit en bok om svensk filmhistoria, som översatts till polska och har arbetat med Göteborgs och Stockholms filmfestivaler. Han disputerade för filosofie doktorsexamen hösten 2011 vid Stockholms universitet med avhandlingen Vithet i svensk spelfilm 1989–2010, utgiven av Filmkonst.

## Publikationer i urval
- Pallas, Hynek (2011). Vithet i svensk spelfilm 1989–2010. Filmkonst, 1100-7362 ; 130. Göteborg: Filmkonst. Libris 12324273. ISBN 978-91-88282-87-3
- Pallas, Hynek (2016). Oanpassbara medborgare: historien om förföljelsen av de tjeckiska romerna. Stockholm: Atlas. Libris 18615590. ISBN 978-91-7389-512-5
- Pallas, Hynek (2018). Ex: migrationsmemoar 1977–2018. [Stockholm]: Atlas. Libris 21765041. ISBN 978-91-7389-605-4
- Pallas, Hynek (2023). Skotten i Slovakien - En centraleuropeisk tragedi. [Stockholm]: Kaunitz-Olsson. Libris gx8c5vmqdzjztnt9. ISBN 978-91-89603-75-2